# 프란시스 피처버트
프란시스 피처버트 경(Francis Fitzherbert, 1954년 3월 13일 - )은 영국의 귀족이자 스태포드의 제15대 백작이었다.

## 생애
그의 집안은 영국의 군주 조지 4세의 후궁인 마리아 피처버트의 집안이었다.
그는 초대 스태포드 백작 헨리 스태포드의 후손으로, 헨리 스태포드의 어머니 엘레오노르 페르시는 아득하게나마 ]랭카스터 왕가와 요크 왕가의 계승권을 갖고 있었다. 엘레오노르의 친할아버지 3대 노섬벌랜드 백작 헨리 페르시의 어머니는 엘레오노르 네빌로 그는 랄프 네빌, 제1대 서 홀랜드의 백작과 조앤 뷰포트의 딸로 곤트의 존의 외손자였다.
3대 노섬벌랜드 백작 헨리 페르시의 아버지인 2대 노섬벌랜드 백작 헨리 페르시의 어머니는 엘리자베스 모티머로 3대 마치 백작 에드먼드 모티머와 필리파 플랜태저넷의 딸이었다. 필리파 플랜태저넷은 안트베르펜의 라이오넬의 외동딸이자 에드워드 3세의 손녀였다.
헨리 스태포드의 부인 애슐리 폴(Ursula Pole)은 헨리 7세의 부인 요크의 엘리자베스의 사촌간으로 요크 왕조의 상속권을 갖고 있었다.

## 스태포드 백작 가문
초대 스태포드 백작 헨리 스태포드의 가계는 아들 2대 스태포드 헨리, 3대 스태포드 에드워드, 4대 에드워드, 5대 헨리를 거쳐 초대 헨리의 아들 리처드의 아들인 로저에게서 단절된다. 그러나 5대 헨리의 여동생 마리 하워드와 그의 남편 윌리엄 하워드에게 스태포드백작위가 이어진다.
윌리엄 하워드의 가계는 다시 아들 헨리 스태포드, 손자 윌리엄 스태포드, 윌리엄 스태포드의 아들 윌리엄 마티아스, 윌리엄 스태포드의 동생 존 파울에게로 이어진다. 존 파울에게는 후손이 없어 그의 여동생인 존 폴의 동생 매리 스태포드의 증손인 7대조 조지 윌리엄 스태포드에게 계승되어 그에게로 전달되었다.

## 같이 보기
- 요크 왕가